# تاكاشي ساتو (مقاتل)
تاكاشي ساتو (باليابانية: 佐藤天؛ مواليد 9 يونيو 1990) هو مُقاتل فنون قتالية مختلطة ياباني.

## وصلات خارجية
- تاكاشي ساتو (مقاتل) على موقع يو إف سي (الإنجليزية)
- تاكاشي ساتو (مقاتل) على موقع شيردوغ (الإنجليزية)